# Altenwalde
Altenwalde (niederdeutsch Olenwoold) ist ein Ortsteil der niedersächsischen Mittelstadt Cuxhaven.

## Geografie

### Lage
Altenwalde liegt am Rande einer eiszeitlichen Endmoräne, der Hohen Lieth.

### Ortsgliederung
|                    | Ortsteile | Fläche km² | !Bev. |
| Altenwalde/Kernort | 9,50      | 3367       |       |
| Franzenburg        | 3,22      | 1483       |       |
| Gudendorf          | 4,34      | 776        |       |
| Oxstedt            | 7,99      | 731        |       |

### Nachbarorte
| Holte-Spangen                                                              | Süderwisch-Westerwisch                           | Groden                                                                           |
| Berensch-Arensch                                                           | Kompassrose, die auf Nachbargemeinden zeigt      | Altenbruch                                                                       |
| Nordholz – Ortsteil Spieka-Neufeld (Einheitsgemeinde Wurster Nordseeküste) | Nordholz (Einheitsgemeinde Wurster Nordseeküste) | Lüdingworth Nordholz – Ortsteil Wanhöden (Einheitsgemeinde Wurster Nordseeküste) |

(Quelle:)

## Geschichte

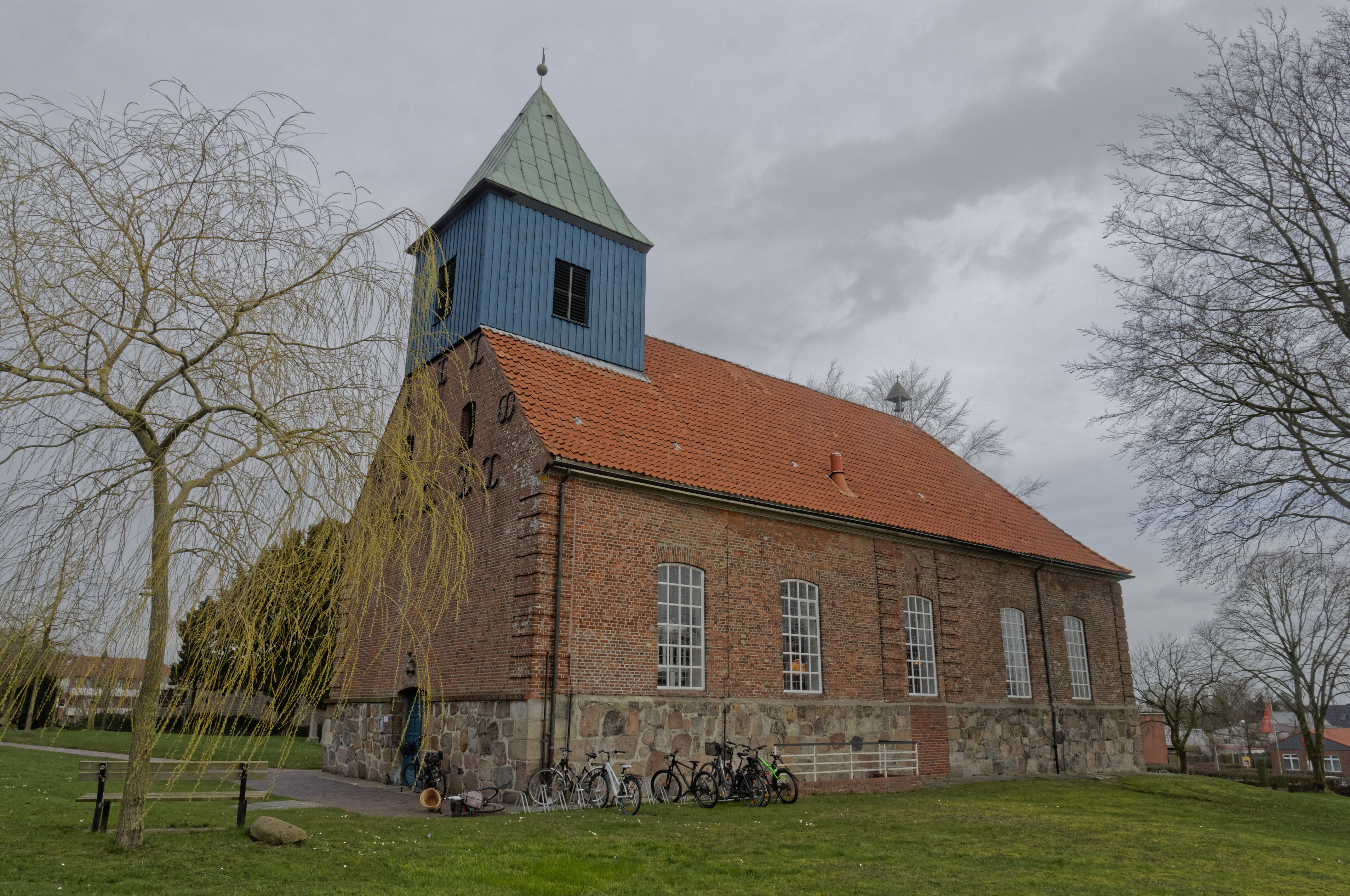
Kreuzkirche

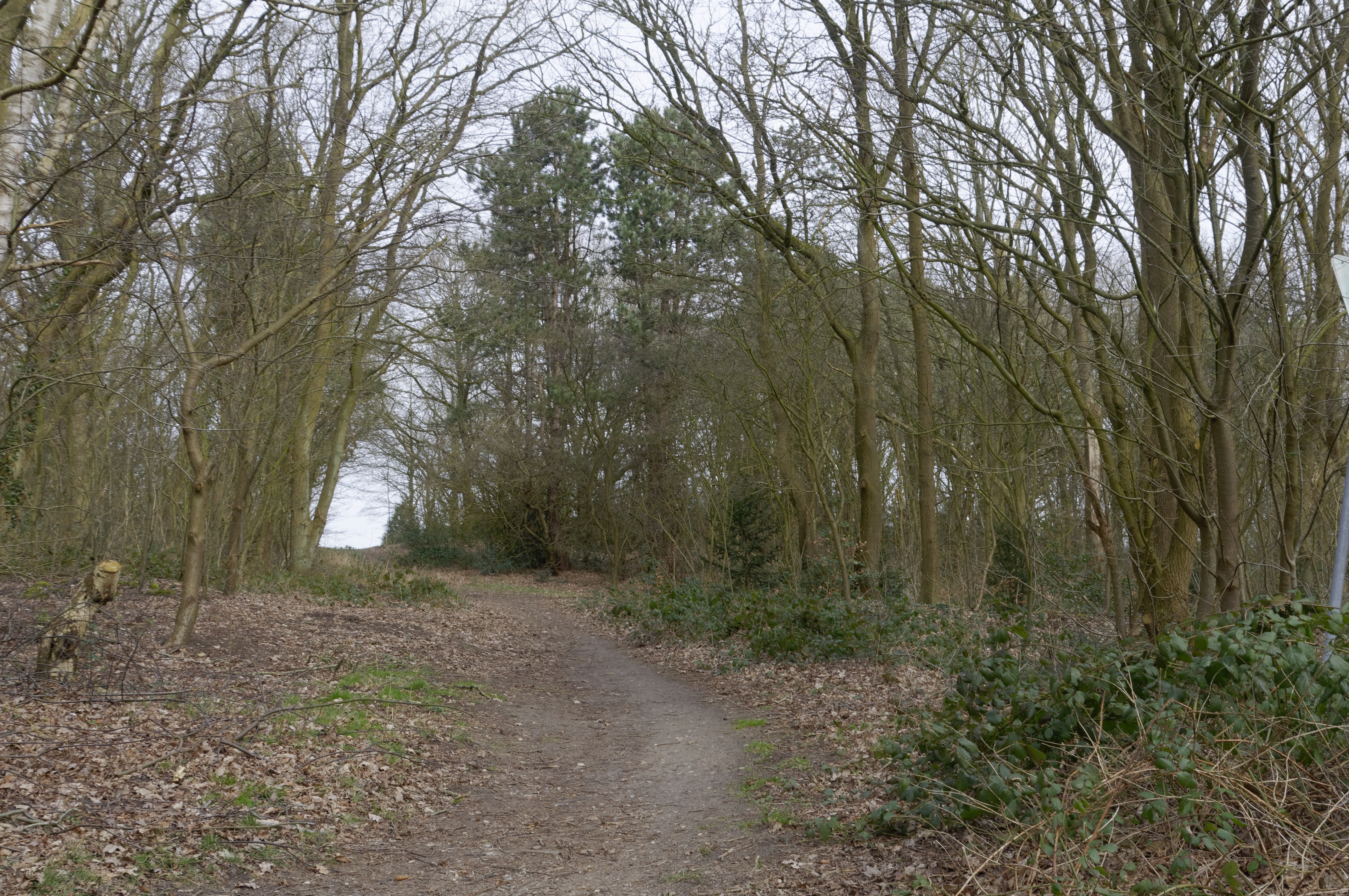
Altenwalder Höhe

Auf der Altenwalder Höhe (37,5 m ü. NHN) bestand  ein altsächsisches Gräberfeld mit Urnen vom 3. bis 8. Jahrhundert. Das Gelände wurde überbaut mit der fränkisch-karolingischen Altenwalder Burg von vermutlich um 797. Bei der Burg stand eine – möglicherweise schon von Karl dem Großen gestiftete Wallfahrtskapelle des Heiligen Kreuzes und des Willehad. Sie war im 14. Jahrhundert marode und wurde zwischen 1590 und 1629 abgebrochen.
Altenwalde wurde 1282 das erste Mal als Wolde urkundlich erwähnt. Im 13. Jahrhundert gab es in Wolde zwei nicht erhaltene Kirchen: Die Pfarrkirche St. Cosmas und Damian und die Kapelle zum Heiligen Kreuz.
Der Bremer Erzbischof ließ das Kloster Midlum nach Wolde verlegen. 1324 wurde das Kirchspiel Wolde sowie Groden von Herzog Erich I. von Sachsen-Lauenburg an Wolderich Lappe für 200 Hamburgische Mark verpfändet. 1334 verlegte man das Kloster Altenwalde nach Neuenwalde. 1348 wurde der Ort nunmehr als Oldenwolde erwähnt.
Die Altenwalder Schule wurde 1487 gegründet. Ab 1590 wurde die „Franzenburg“ erbaut und die 357 Hektar große Domäne Franzenburg als Vorwerk entstand. Die Burg wurde 1632 durch kaiserliche Truppen besetzt. 1644 wurde die Anlage geschleift.
Die Altenwalder Mühle (auch Klostermühle) bestand von 1535 bis in das 20. Jahrhundert. Ein Mühlstein wurde im Ort ausgestellt.
1698 erhielt die Stadt das Recht einen Markt zu haben. Erlaubt wurde ein freier Holz-, Kram- und Viehmarkt. Die Kreuzkirche Altenwalde wurde bei der Weihnachtsflut 1717 stark beschädigt. 1789 musste die romanische Pfarrkirche aus Feldsteinen abgerissen werden und bis 1791 entstand eine neue klassizistische Saalkirche aus Backsteinen auf den alten Grundmauern.
1803 wurde das Gebiet von französischen Truppen besetzt. Weitere Besatzer waren bis 1914 Engländer, Holländer, Preußen und Russen. 1818 wurde in Altenwalde die erste befestigte Straße gebaut, 1842 und bis 1855 erfolgten weitere Pflasterungen der Chaussee, die ab 1937 die Reichsstraße 6 war und als Bundesstraße 6 1960 ausgebaut wurde; seit 1981 Landesstraße 135.
Die Gemeinden Arensch, Berensch, Cuxhaven, Döse, Duhnen, Groden, Gudendorf, Holte, Neuwerk, Oxstedt, Ritzebüttel, Sahlenburg, Spangen, Stickenbüttel, Süder- und Westerwisch gehörten bis 1864 dem hamburgischen Amt Ritzebüttel und danach der Landherrenschaft Ritzebüttel an. 1926 gingen die Gemeinden Arensch, Berensch, Duhnen, Groden, Gudendorf, Holte, Insel Neuwerk, Oxstedt, Sahlenburg, Spangen, Stickenbüttel, Süder- und Westerwisch in der Landherrenschaft Hamburg auf. Mit dem Groß-Hamburg-Gesetz vom 1. April 1937 gingen die Gemeinden Arensch, Berensch, Gudendorf, Oxstedt, Sahlenburg, Holte und Spangen an den Landkreis Land Hadeln, Regierungsbezirk Stade der preußischen Provinz Hannover.
1932 wurde Altenwalde dem Kreis Land Hadeln zugeordnet. Durch eine umfangreiche Ansiedlung Heimatvertriebener erhält Altenwalde neue Impulse in Handel und Handwerk. 1957 nahm die Bundeswehr ihre neuen Standorte in Altenwalde und Oxstedt in Betrieb.

### Eingemeindungen
Am 1. Juli 1968 wurden die ehemals selbständigen Gemeinden Franzenburg, Gudendorf und Oxstedt in die Gemeinde Altenwalde eingemeindet.
Zum 1. Juli 1972 erfolgte die Eingliederung von Altenwalde in die Stadt Cuxhaven.

### Einwohnerentwicklung
| Jahr      | 1824   | 1848   | 1885   | 1910   | 1925   | 1933   | 1939   | 1950  | 1956  | 2006   | 2018  |
| --------- | ------ | ------ | ------ | ------ | ------ | ------ | ------ | ----- | ----- | ------ | ----- |
| Einwohner | – ¹    | 303 ²  | 419    | 683    | 753    | 905    | 1062   | 1659  | 1621  | 6603   | 6158  |
| Quelle    | [ 10 ] | [ 11 ] | [ 12 ] | [ 13 ] | [ 12 ] | [ 12 ] | [ 12 ] | [ 1 ] | [ 1 ] | [ 14 ] | [ 2 ] |

¹ 58 Feuerstellen     ² in 63 Häusern

## Politik

### Ortsrat
Der Ortsrat von Altenwalde setzt sich aus elf Ratsmitgliedern (drei (2) Ratsfrauen und acht (9) Ratsherren) folgender Parteien zusammen (in Klammern die Zahlen von 2016):
- SPD: 6 Sitze (6)
- CDU: 2 Sitze (3)
- Grüne: 1 Sitz (1)
- AfD: 1 Sitz (–)
- Die Cuxhavener: 1 Sitz (1)

(Stand: Kommunalwahl 12. September 2021)

### Ortsbürgermeister
Der Ortsbürgermeister von Altenwalde ist Ingo Grahmann (SPD). Seine Stellvertreterin ist Silke Karallus (SPD).

### Wappen

#### Wappen von Altenwalde
Der Entwurf des Kommunalwappens von Altenwalde stammt von dem Heraldiker und Wappenmaler Albert de Badrihaye, der zahlreiche Wappen im Landkreis Cuxhaven erschaffen hat.
| Wappen von Altenwalde | Blasonierung: „In Gold auf grünem gewölbtem Schildfuß drei grüne Tannen; der Schildfuß belegt mit einer silbernen Urne.“ |
| Wappen von Altenwalde | Wappenbegründung: Die Begriffe „Alt“ und „Walde“ werden versinnbildlicht durch den Hügel mit der eingezeichneten Urne und durch die drei Tannen. Die als Altenwalder Burg bezeichnete Höhenkuppe ist Fundstätte zahlreicher Urnen, die auf frühe Besiedlung schließen lassen. |

#### Wappen der Ortsteile

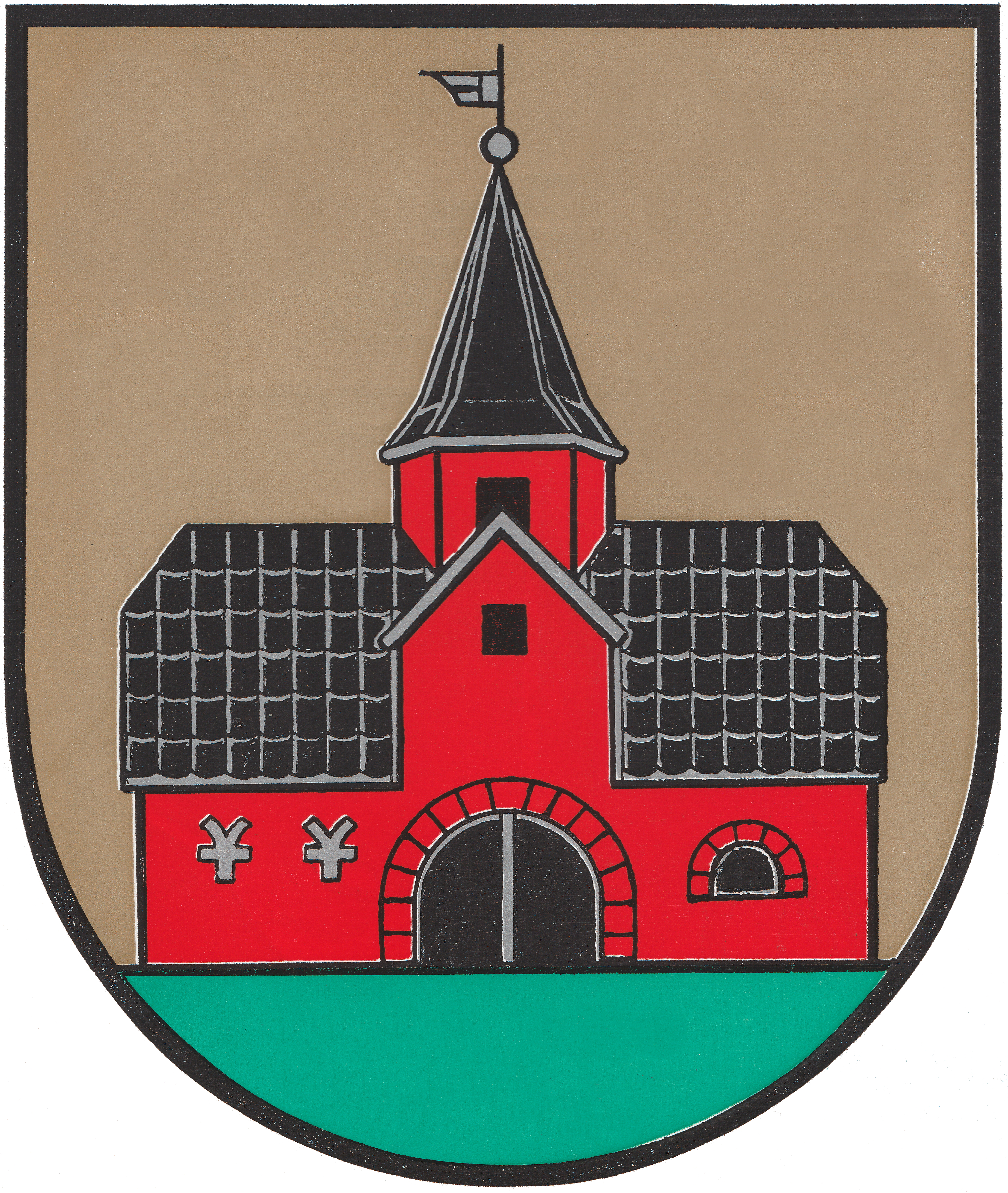
Franzenburg (Details)
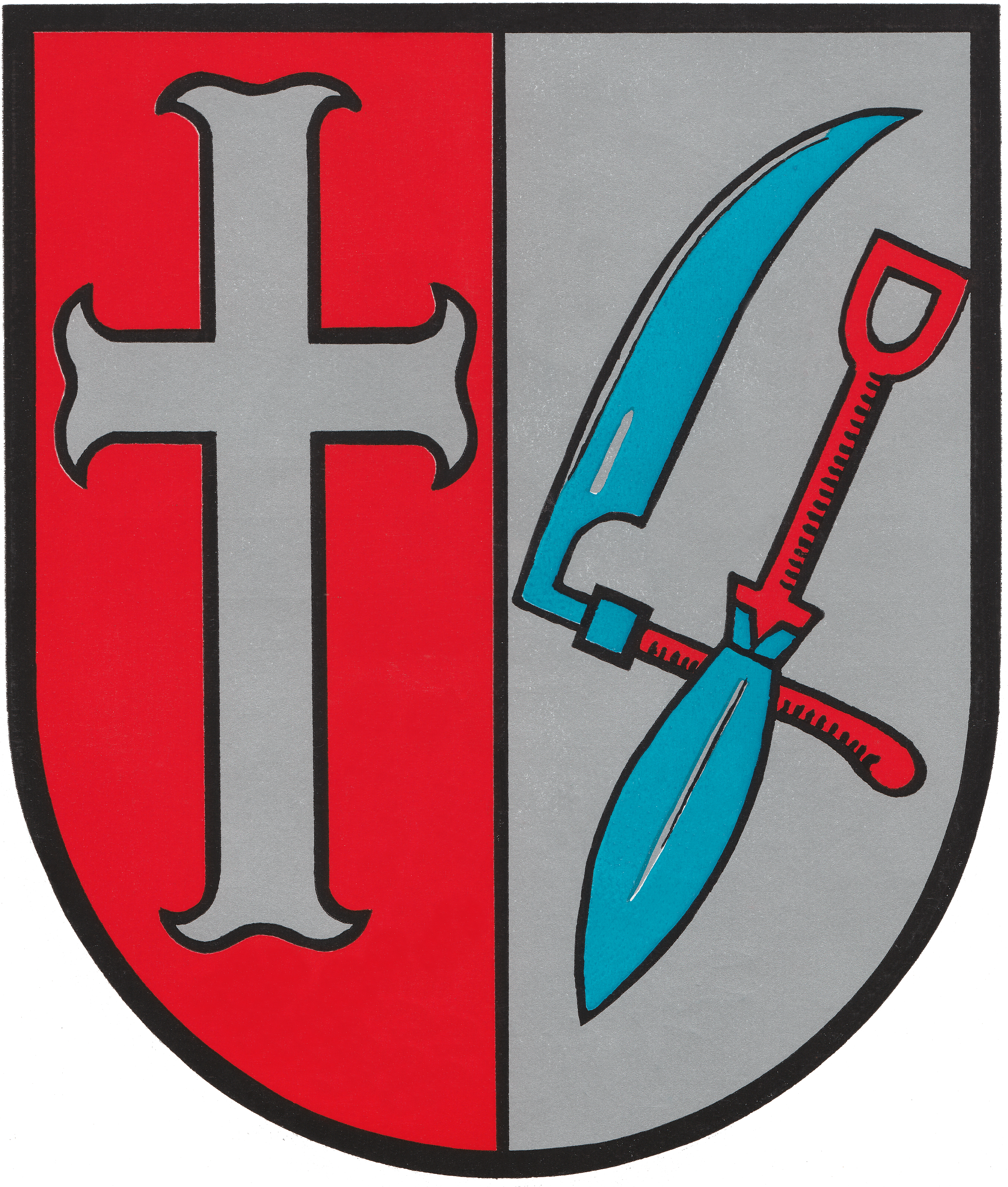
Gudendorf (Details)
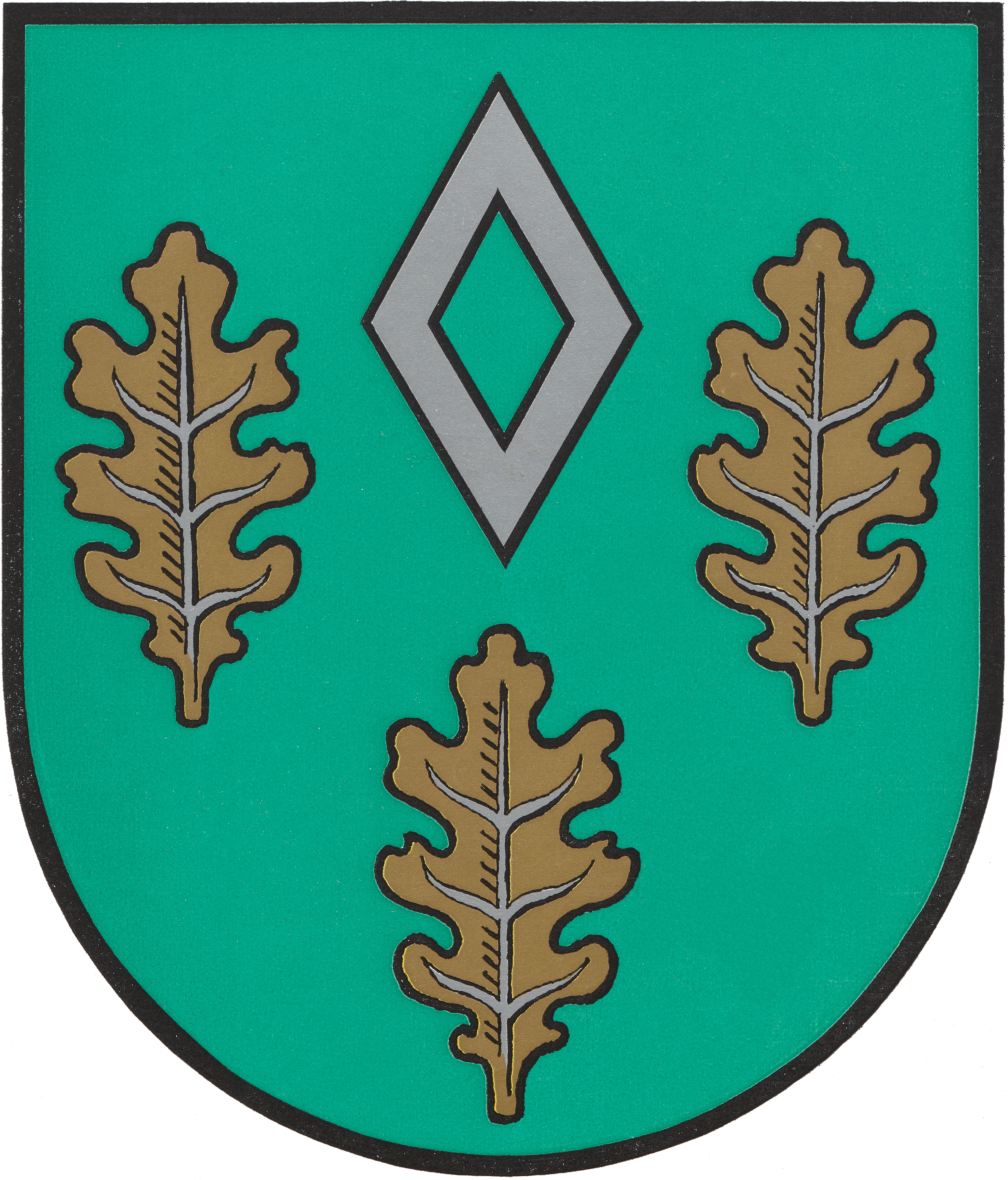
Oxstedt (Details)

### Städtepartnerschaft
- Saint-Avé, Frankreich (Bretagne), seit 1988

## Kultur und Sehenswürdigkeiten

### Bauwerke
- Klassizistische Kreuzkirche Altenwalde von 1791 im Zentrum auf einer kleinen Anhöhe auf den Grundmauern aus Feldstein einer Romanischen Kirche aus dem 13. Jahrhundert. Zu der Zeit gab es zwei nicht erhaltene Kirchen: Die Pfarrkirche St. Cosmas und Damian und die Kapelle zum Heiligen Kreuz und Heiligen Willehad. Die Heiligkreuzkirche mit unbekannten Standort muss zwischen 1590 und 1629 aufgegeben worden sein.
- Ehemalige Altenwalder Burg auf der Altenwalder Höhe aus dem 9. Jahrhundert (oberhalb des Karl-Grote-Platzes) wurde 1282 erwähnt. Erhalten blieben nur Reste der rechteckigen Wallanlage.

### Naturdenkmale
- Lusbarg (im eingemeindeten Franzenburg; Verordnungsdatum 5. Oktober 1957)
- zwei Grabhügel (im eingemeindeten Gudendorf; Verordnungsdatum 28. Juni 1952)
- Papenberg (im eingemeindeten Gudendorf; Verordnungsdatum 28. Juni 1952)

### Naturschutzgebiete
- Cuxhavener Küstenheiden

### Regelmäßige Veranstaltungen
- Alle zwei Jahre: Altenwalder Dorffest
- „3-Tannen-Turnier“ (Fußball)
- Jeweils am 30. April des Jahres „Tanz in den Mai“

## Wirtschaft und Infrastruktur
Zahlreiche angesiedelte Unternehmen prägen den Ortskern.
Das Jugendzentrum „Dom“ befindet sich im Gemeindehaus der evangelisch-lutherischen Kirchengemeinde im Bürgerpark.
Am Ort sind die Franzenburger Grundschule und eine Realschule (Geschwister-Scholl-Schule).

### Verkehr
Altenwalde durchzieht die ehemalige Bundesstraße 6, heute Landesstraße 135, sowie die Kreisstraßen 3 und 9. Der Bahnhof an der Bahnstrecke Bremerhaven–Cuxhaven wurde 1991 aufgegeben.

## Persönlichkeiten
Personen, die mit dem Ort in Verbindung stehen
- Hinrich Koep († 1612), er war im Jahr 1586 Pastor in Altenwalde (siehe unter seinem Vater: Hinrich Koep)
- Lucas von Spreckelsen (1691–1751), Jurist, Ratsherr und Bürgermeister von Hamburg, er schloss am 7. November 1731 einen Vergleich mit Hannover über die Kirche in Altenwalde ab, welche damals zum Hamburger Amt Ritzebüttel gehörte
- Johan August Rothe (1734–nach 1801), Zimmer-, Tischler- und Baumeister, er baute 1790 die „Kapelle des Heiligen Kreuzes“ in Altenwalde
- Carl Johann Heinrich Röver (1851–1929), Orgelbauer in Stade, er schuf 1897 die Orgel der Kreuzkirche in Altenwalde
- Karl Waller (1892–1963), Lehrer, Heimat- und Vorgeschichtsforscher des Elbe-Weser-Raumes, der sich besonders mit der Sachsenforschung beschäftigte, unter seiner Leitung fanden zahlreiche Ausgrabungen und Notbergungen u. a. in Altenwalde statt
- Hinrich Wilhelm Kopf (1893–1961), Politiker (SPD), er war der erste Ministerpräsident des 1946 gegründeten Landes Hannover und danach erster Niedersächsischer Ministerpräsident, nach ihm wurde die Altenwalder Hinrich-Wilhelm-Kopf-Kaserne benannt
- Walter H. J. Riedel (1902–1968), Ingenieur, der Leiter des Konstruktionsbüros der Heeresversuchsanstalt Peenemünde und Chefdesigner der ballistischen Rakete Aggregat 4 (V2) war, der Krater Riedel auf dem Mond wurde nach ihm benannt, vom 1. November 1945 bis 10. März 1946 war er bei der Niederlassung des Ministeriums für Versorgung (MoS) in Altenwalde angestellt
- Karl-Heinz Sindowski (1910–1991), Geologe, er war beim Niedersächsischen Landesamt für Bodenforschung und befasste sich mit der Quartärgeologie der Nordseeküste und Nordsee und mit der Sedimentologie, er verfasste einen geologischen Führer der Nordseeküste und kartierte u. a. Altenwalde
- Hans-Georg Stemann (1916–2011), Arzt und Sanitätsoffizier a. D. der Bundeswehr, er war zuletzt Inspekteur des Sanitäts- und Gesundheitswesens im Dienstgrad Admiraloberstabsarzt, er war Abteilungsarzt in Altenwalde
- Karl-Arnold Eickmeyer (1925–2007), Politiker (bis 1986 SPD), von 1977 bis 1983 sowie von 1985 bis 1987 war er Mitglied des Bundestages, er war von 1967 bis 1977 Rektor im eingemeindeten Franzenburg und er war von 1968 bis 1972 Vorsitzender der SPD-Fraktion im Rat der Gemeinde Altenwalde
- Heinz Fick (1935–1996), Sparkassenangestellter, Mundartautor, niederdeutscher Schreiber, er wirkte und starb im eingemeindeten Oxstedt (Siehe auch: Heinz Fick in der niederdeutschen Wikipedia) DNB 1034726579
- Henning Hars (* 1955), Brigadegeneral a. D. des Heeres der Bundeswehr, er war Kompaniechef im Panzergrenadierbataillon 73 in Altenwalde
- Dirk Backen (* 1960), Brigadegeneral des Heeres der Bundeswehr a. D. Backen war in letzter Verwendung an der Führungsakademie der Bundeswehr in Hamburg eingesetzt, von 1988 bis 1991 diente Hauptmann Backen als Kompaniechef der 2. Kompanie des Panzerbataillons 74 in Altenwalde
- Uwe Santjer (* 1965), Politiker (SPD) und Heilpädagoge, er war Mitglied im niedersächsischen Landtag in der 17. und 18. Wahlperiode (seit 19. Februar 2013), seit dem 1. November 2019 ist er Oberbürgermeister der Stadt Cuxhaven, er gehörte dem Ortsrat von Altenwalde an
- Marc Hoffmann (* 1973), Sexualstraftäter und Mörder, er trieb sein Unwesen u. a. in Altenwalde
- Florian Hossner (* 1982), Handballtorwart, begann mit dem Handball beim TSV Altenwalde

## Sagen und Legenden
- Vom goldenen Sarg in der Franzenburg[18]